# Svedskivlav
Svedskivlav (Miriquidica deusta) är en lavart som först beskrevs av Stenh., och fick sitt nu gällande namn av Hertel & Rambold. Svedskivlav ingår i släktet Miriquidica och familjen Lecanoraceae.  Arten är reproducerande i Sverige. Inga underarter finns listade i Catalogue of Life.

## Källor

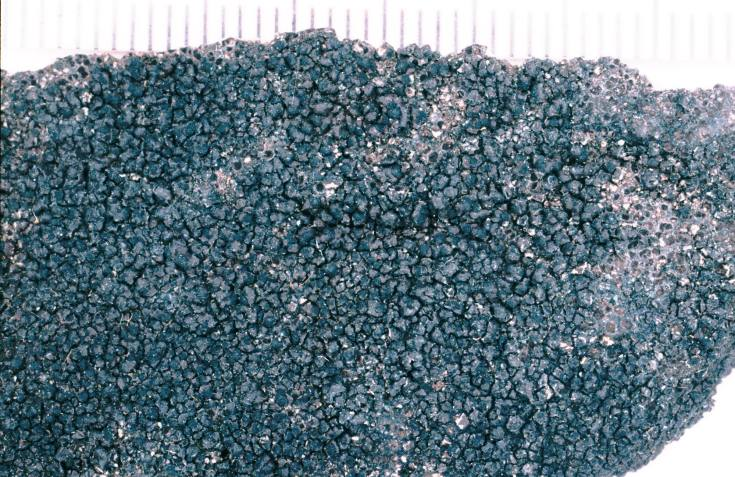
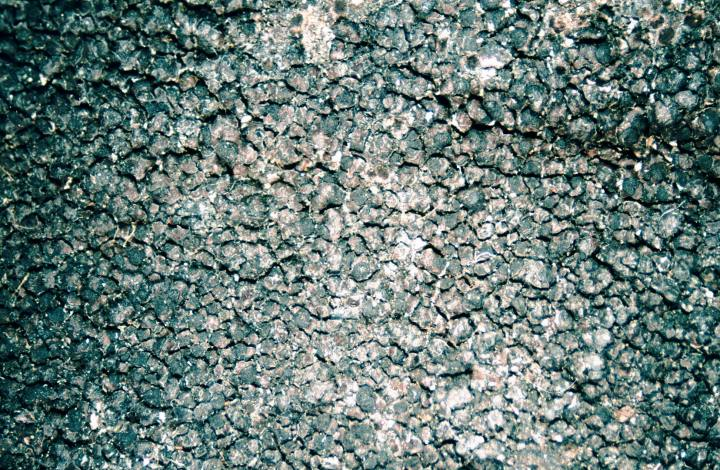
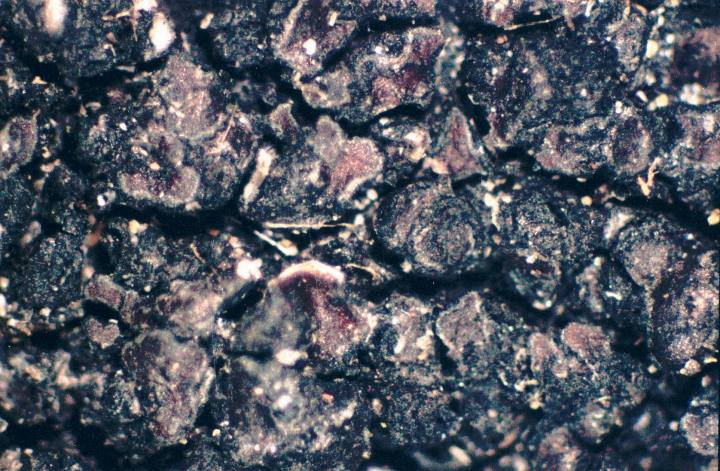